# Авакян, Газарос Аветисович
Газа́рос Авети́сович Авакя́н  (15 марта 1918, Чайкенд, Елизаветпольская губерния — 22 января 1945, Остроленкский повят, Белостокское воеводство, Польша) — советский офицер, участник Великой Отечественной войны, командир стрелкового взвода 1264-го стрелкового полка 380-й стрелковой дивизии 50-й армии 2-го Белорусского фронта, Герой Советского Союза (1945), старший лейтенант.

## Биография
Родился 15 марта 1918 года в селе Чайкенд в семье крестьянина; армянин. Окончил неполную школу в селе Човдар. Уехал в город Кировабад, где в 1939 году окончил Кировобадский сельскохозяйственный институт.
В 1940 году был призван в Красную армию, в 1941 окончил Калинковическое пехотное училище. Служил на границе в западной части Советского Союза. В начале Великой Отечественной войны участвовал в обороне Белоруссии, в боях на Смоленском направлении, не раз водил свой взвод в атаки и контратаки, находился в окружении и выходил из него с боем. После боя в районе села Медведевка Смоленской области выйти из окружения уже не удалось. Некоторое время скрывался в селе Медведевка; установив связь с партизанами, ушёл в лес. Когда пришли советские войска, лейтенант Авакян вернулся в армию и снова командовал стрелковым взводом.
6 июля 1944 года особо отличился во время ликвидации вражеской группировки в Минском «котле» во время проведения операции «Багратион». В Червенском районе Минской области стрелковый взвод во главе со старшим лейтенантом Авакяном, удерживая стратегическую высоту, прикрывающую дорогу в районе деревни Пятигородка, отбил 6 контратак, уничтожил 180 гитлеровцев и не дал противнику вырваться из окружения. Сам Газарос Аветисович справился с 25 вражескими солдатами.
Погиб 21 января 1945 года в боях за деревню Пясечна Остроленкского повята Белостокского воеводства Польши (ныне местечко в гмине Кадзидло Остроленского повята Мазовецкого воеводства Польской Республики).
Похоронен близ города Остроленка.
Указом Президиума Верховного Совета СССР от 24 марта 1945 года за образцовое выполнение боевых заданий командования на фронте борьбы с немецко-фашистскими захватчиками и проявленные при этом мужество и героизм старшему лейтенанту Авакяну Газаросу Аветисовичу присвоено звание Героя Советского Союза (посмертно).

## Награды
- Медаль «Золотая Звезда» Героя Советского Союза
- Орден Ленина
- Орден Красного Знамени
- Орден Отечественной войны I степени
- Орден Красной Звезды

## Память
- В 1976 году именем Героя названа улица (бывшая Либавская), которая расположена между улицами Воронянского и Аэродромной в Октябрьском районе Минска[5].
- В 1977 году на ул. Авакяна была установлена мемориальная доска[6]
- В 2020 году в честь Авакяна была заложена аллея памяти на территории средней школы №90[7]